# Alasan Ann
Alasan Ann (* 29. September 2000) ist ein gambischer Taekwondoka, der in den Vereinigten Staaten lebt.
Bei den Taekwondo-Afrikameisterschaften 2022 in Kigali gewann er eine Bronzemedaille in der Kategorie +87 kg.